# گورزانگ
گورزانگ، روستایی در دهستان بندزرک بخش بندزرک شهرستان میناب در استان هرمزگان ایران است.

## جمعیت
بر پایه سرشماری عمومی نفوس و مسکن در سال ۱۳۹۵، جمعیت این روستا برابر با ۳٬۵۱۶ نفر (۹۶۹ خانوار) بوده‌است.